# Ranqueles gounellei
Ranqueles gounellei là một loài bọ cánh cứng trong họ Cerambycidae.